# Habenaria fordii
Habenaria fordii är en orkidéart som beskrevs av Robert Allen Rolfe. Habenaria fordii ingår i släktet Habenaria och familjen orkidéer. IUCN kategoriserar arten globalt som sårbar. Inga underarter finns listade i Catalogue of Life.